# Alberto Berasategui
Alberto Berasategui Salazar (Bilbao, 28 de junio de 1973) es un extenista español.
Llegó a estar en el puesto número 7 del mundo y disputó una final de Roland Garros, en la cual perdió. Se mantuvo durante seis años entre los 36 mejores. Se despidió del tenis profesional a los 28 años, y hoy vive en Barcelona con sus hijos
Empezó a jugar a los siete años. Su debut profesional fue en 1991, y el primer torneo que ganó fue en São Paulo, en 1993. 
En total ganó catorce títulos ATP: en 1993, São Paulo; en 1994, Niza, Stuttgart, Umag, Palermo, Atenas, Santiago y Montevideo; en 1995, Oporto; en 1996, Bolonia, Kitzbühel y Bucarest; en 1997, Palermo; y en 1998, Estoril. Además, ganó un ATP Dobles, en 1997 en Barcelona (junto a Burillo). En cuanto a la Copa Davis, Alberto debutó en Seúl. 
Logró mantenerse durante seis años entre los 36 primeros del mundo. En 1994 llegó a la final de Roland Garrós, en la cual perdió con Sergi Bruguera. Y además de los torneos en que salió victorioso, terminó ese gran año clasificándose para el Masters en Hannover y quedó séptimo del mundo (el máximo puesto al que llegó). 
Siguió jugando unos años más y siempre ganó al menos un título al año. Sin embargo, Alberto comenzó a sufrir problemas musculares recurrentes a los que no se le encontró solución, los calambres que tenía cada vez que los partidos se prolongaban demasiado, y que hicieron que perdiera torneos importantes. 
Tras su retirada ha desarrollado diferentes labores relacionadas con el mundo del tenis como comentarista de televisión. Ha sido entrenador del español Feliciano López desde 2011 a 2013. En la actualidad colabora como asesor deportivo en el torneo Masters 1000 de Madrid .

## Torneos de Grand Slam

### Finalista en individuales (1)
| Año  | Campeonato    | Oponente en la final | Resultado en final |
| 1994 | Roland Garros | Sergi Bruguera       | 3-6 5-7 6-2 1-6    |

## Títulos (15; 14+1)

### Individuales (14)
| Leyenda                |
| Grand Slam (0)         |
| Tennis Masters Cup (0) |
| ATP Masters Series (0) |
| ATP Tour (14)          |

| N.º | Fecha                    | Torneo                      | Superficie    | Oponente en la final | Resultado      |
| --- | ------------------------ | --------------------------- | ------------- | -------------------- | -------------- |
| 1.  | 7 de noviembre de 1993   | São Paulo, Brasil           | Tierra batida | Slava Dosedel        | 6-4 6-3        |
| 2.  | 17 de abril de 1994      | Niza, Francia               | Tierra batida | Jim Courier          | 6-4 6-2        |
| 3.  | 24 de julio de 1994      | Stuttgart Outdoor, Alemania | Tierra batida | Andrea Gaudenzi      | 7-5 6-3 7-6(5) |
| 4.  | 28 de agosto de 1994     | Umag, Croacia               | Tierra batida | Karol Kučera         | 6-2 6-4        |
| 5.  | 2 de octubre de 1994     | Palermo, Italia             | Tierra batida | Álex Corretja        | 2-6 7-6(6) 6-4 |
| 6.  | 9 de octubre de 1994     | Atenas, Grecia              | Tierra batida | Óscar Martínez       | 4-6 7-6(4) 6-3 |
| 7.  | 30 de octubre de 1994    | Santiago, Chile             | Tierra batida | Francisco Clavet     | 6-3 6-4        |
| 8.  | 6 de noviembre de 1994   | Montevideo, Uruguay         | Tierra batida | Francisco Clavet     | 6-4 6-0        |
| 9.  | 18 de junio de 1995      | Oporto, Portugal            | Tierra batida | Carlos Costa         | 3-6 6-3 6-4    |
| 10. | 23 de junio de 1996      | Bolonia, Italia             | Tierra batida | Carlos Costa         | 6-3 6-4        |
| 11. | 28 de julio de 1996      | Kitzbühel, Austria          | Tierra batida | Álex Corretja        | 6-2 6-4 6-4    |
| 12. | 15 de septiembre de 1996 | Bucarest, Rumanía           | Tierra batida | Carlos Moyá          | 6-1 7-6(5)     |
| 13. | 5 de septiembre de 1997  | Palermo, Italia             | Tierra batida | Dominik Hrbaty       | 6-4 6-2        |
| 14. | 12 de abril de 1998      | Estoril, Portugal           | Tierra batida | Thomas Muster        | 3-6 6-1 6-3    |

### Finalista en individuales (9)
- 1993: Umag (pierde ante  Thomas Muster).
- 1993: Atenas (pierde ante  Jordi Arrese).
- 1993: Buenos Aires (pierde ante  Carlos Costa).
- 1994: Bolonia (pierde ante  Javier Sánchez Vicario).
- 1994: Roland Garros (pierde ante  Sergi Bruguera).
- 1995: Montevideo (pierde ante  Bohdan Ulihrach).
- 1997: Marbella (pierde ante  Albert Costa).
- 1998: Barcelona (pierde ante  Todd Martin).
- 1999: Palermo (pierde ante  Arnaud di Pasquale).

### Clasificación en torneos del Grand Slam
| Torneo             | 2000 | 1999 | 1998 | 1997 | 1996 | 1995 | 1994 | 1993 | 1992 | Acumulado |
| ------------------ | ---- | ---- | ---- | ---- | ---- | ---- | ---- | ---- | ---- | --------- |
| Australian Open    | 1R   | 1R   | CF   | 3R   | -    | -    | -    | -    | -    | 0         |
| Roland Garros      | 1R   | 4R   | 4R   | 1R   | 3R   | 3R   | F    | 2R   | 1R   | 0         |
| Wimbledon          | 1R   | -    | -    | -    | -    | -    | -    | -    | -    | 0         |
| US Open            | -    | -    | 1R   | 1R   | 2R   | -    | 1R   | 2R   | -    | 0         |
| Tennis Masters Cup | -    | -    | -    | -    | -    | -    | RR   | -    | -    | 0         |

### Dobles (1)
| Leyenda                |
| Grand Slam (0)         |
| Tennis Masters Cup (0) |
| ATP Masters Series (0) |
| ATP Tour (1)           |

| N.º | Fecha               | Torneo            | Superficie    | Pareja                 | Oponentes en la final                             | Resultado |
| --- | ------------------- | ----------------- | ------------- | ---------------------- | ------------------------------------------------- | --------- |
| 1.  | 20 de abril de 1997 | Barcelona, España | Tierra batida | Jordi Burillo (España) | Álex Corretja (España) / Pablo Albano (Argentina) | 6-3 7-5   |

### Finalista en dobles (3)
- 1997: Marbella.
- 1998: Bournemouth.
- 1999: Mallorca.

## Otros datos
- Ha representado a España en el World Team Championship de Düsseldorf en el año 1995 con un balance de 1-2.
- Ha formado parte del equipo español de la Copa Davis desde 1993 hasta 1995. Su balance total es de 2-2 (todos en individuales).